# Eccellenza Lombardia 2002-2003
Il campionato italiano di calcio di Eccellenza regionale 2002-2003 è stato il dodicesimo organizzato in Italia. Rappresenta il sesto livello del calcio italiano.
Questi sono i gironi organizzati dal comitato regionale della regione Lombardia.

## Girone A

### Squadre partecipanti
| Club                        | Città                 | Stadio | Stagione 2001-2002 |
| --------------------------- | --------------------- | ------ | ------------------ |
| Solbiatese Arno Calcio      | Solbiate Arno         |        |                    |
| F.B.C. Casteggio Broni      | Casteggio             |        |                    |
| U.S.D. Mariano Calcio       | Mariano Comense       |        |                    |
| F.C. Verbano Calcio         | Besozzo               |        |                    |
| U.S. Sestese Calcio         | Sesto Calende         |        |                    |
| A.C. Sporting San Donato    | San Donato Milanese   |        |                    |
| G.S. Salus et Virtus Turate | Turate                |        |                    |
| F.C. Venegono               | Venegono Superiore    |        |                    |
| A.C. Bovisio Masciago       | Bovisio Masciago      |        |                    |
| F.C. Brera                  | Milano                |        |                    |
| A.C. Fulgorcardano          | Cardano al Campo      |        |                    |
| F.C. Nuova Cerchiate Pero   | Pero                  |        |                    |
| G.S. Mezzanese              | Mezzana Bigli         |        |                    |
| U.S. Caronnese              | Caronno Pertusella    |        |                    |
| F.C. Rhodense               | Rho                   |        |                    |
| A.C. Trezzano Vigor         | Trezzano sul Naviglio |        |                    |

### Classifica finale
|  | Pos. | Squadra              | Pt | G  | V  | N  | P  | GF | GS | DR  |
|  | ---- | -------------------- | -- | -- | -- | -- | -- | -- | -- | --- |
|  | 1.   | Solbiatese Arno      | 67 | 30 | 20 | 7  | 3  | 55 | 20 | +35 |
|  | 2.   | Casteggio Broni      | 63 | 30 | 19 | 6  | 5  | 44 | 25 | +19 |
|  | 3.   | Mariano              | 54 | 30 | 15 | 9  | 6  | 37 | 23 | +14 |
|  | 4.   | Verbano              | 44 | 30 | 11 | 11 | 8  | 40 | 31 | +9  |
|  | 5.   | Sestese              | 43 | 30 | 12 | 7  | 11 | 28 | 28 | 0   |
|  | 6.   | Sporting San Donato  | 42 | 30 | 11 | 9  | 10 | 35 | 33 | +2  |
|  | 7.   | Turate               | 42 | 30 | 10 | 12 | 8  | 35 | 30 | +5  |
|  | 8.   | Venegono             | 39 | 30 | 10 | 9  | 11 | 43 | 37 | +6  |
|  | 9.   | Bovisio Masciago     | 38 | 30 | 9  | 11 | 10 | 32 | 34 | -2  |
|  | 10.  | Brera                | 37 | 30 | 9  | 10 | 11 | 33 | 40 | -7  |
|  | 11.  | Fulgorcardano        | 37 | 30 | 11 | 4  | 15 | 38 | 53 | -15 |
|  | 12.  | Nuova Cerchiate Pero | 36 | 30 | 9  | 9  | 12 | 37 | 32 | +5  |
|  | 13.  | Mezzanese            | 35 | 30 | 7  | 14 | 9  | 30 | 34 | -4  |
|  | 14.  | Caronnese            | 27 | 30 | 7  | 6  | 17 | 24 | 42 | -18 |
|  | 15.  | Rhodense             | 27 | 30 | 7  | 6  | 17 | 24 | 45 | -21 |
|  | 16.  | Trezzano Vigor       | 19 | 30 | 3  | 10 | 17 | 26 | 54 | -28 |

### Play-out
| ??? 2003 | Caronnese | 1 – 0 | Rhodense |  |

| ??? 2003 | Rhodense | 1 – 0 | Mezzanese |  |

| ??? 2003 | Mezzanese | 2 – 0 | Caronnese |  |

## Girone B

### Squadre partecipanti
| Club                         | Città             | Stadio | Stagione 2001-2002 |
| ---------------------------- | ----------------- | ------ | ------------------ |
| A.C. Città di Lecco          | Lecco             |        |                    |
| U.S. Colognese               | Cologno al Serio  |        |                    |
| A.S. Giana Erminio           | Gorgonzola        |        |                    |
| U.S. Fiorente Bergamo        | Bergamo           |        |                    |
| U.S. Bellusco C.G.           | Bellusco          |        |                    |
| A.S. Merate                  | Merate            |        |                    |
| A.C. Renate                  | Renate            |        |                    |
| U.S. Ponte San Pietro        | Ponte San Pietro  |        |                    |
| A.C. Codogno 1908            | Codogno           |        |                    |
| Pol. Comunale Ghisalbese     | Ghisalba          |        |                    |
| Circolo Sportivo Trevigliese | Treviglio         |        |                    |
| S.C. Pontirolese             | Pontirolo Nuovo   |        |                    |
| F.C. Usmate                  | Usmate Velate     |        |                    |
| U.S. Caravaggio              | Caravaggio        |        |                    |
| U.S. Tribiano                | Tribiano          |        |                    |
| U.S. Trealbe Calcio          | Treviolo          |        |                    |
| U.S. Alfonso Casati Calcio   | Arcore            |        |                    |
| A.C. Besana                  | Besana in Brianza |        |                    |

### Classifica finale
|  | Pos. | Squadra          | Pt | G  | V  | N  | P  | GF | GS | DR  |
|  | ---- | ---------------- | -- | -- | -- | -- | -- | -- | -- | --- |
|  | 1.   | Città di Lecco   | 70 | 34 | 20 | 10 | 4  | 44 | 19 | +25 |
|  | 2.   | Colognese        | 68 | 34 | 19 | 11 | 4  | 60 | 19 | +41 |
|  | 3.   | Giana Erminio    | 58 | 34 | 15 | 13 | 6  | 44 | 29 | +15 |
|  | 4.   | Fiorente Bergamo | 55 | 34 | 14 | 13 | 7  | 42 | 25 | +17 |
|  | 5.   | Bellusco         | 53 | 34 | 15 | 8  | 11 | 48 | 48 | 0   |
|  | 6.   | Merate           | 49 | 34 | 12 | 13 | 9  | 49 | 43 | +6  |
|  | 7.   | Renate           | 47 | 34 | 13 | 8  | 13 | 45 | 49 | -4  |
|  | 8.   | Ponte San Pietro | 46 | 34 | 12 | 10 | 12 | 42 | 42 | 0   |
|  | 9.   | Codogno          | 46 | 34 | 13 | 7  | 14 | 36 | 40 | -4  |
|  | 10.  | Ghisalbese       | 45 | 34 | 10 | 15 | 9  | 37 | 37 | 0   |
|  | 11.  | Trevigliese      | 41 | 34 | 9  | 14 | 11 | 31 | 34 | -3  |
|  | 12.  | Pontirolese      | 40 | 34 | 10 | 10 | 14 | 39 | 52 | -13 |
|  | 13.  | Usmate           | 40 | 34 | 8  | 16 | 10 | 33 | 32 | +1  |
|  | 14.  | Caravaggio       | 39 | 34 | 11 | 6  | 17 | 48 | 54 | -6  |
|  | 15.  | Tribiano         | 35 | 34 | 8  | 11 | 15 | 18 | 35 | -17 |
|  | 16.  | Trealbe          | 31 | 34 | 6  | 13 | 15 | 31 | 47 | -16 |
|  | 17.  | Alfonso Casati   | 29 | 34 | 7  | 8  | 19 | 28 | 44 | -16 |
|  | 18.  | Besana           | 28 | 34 | 6  | 10 | 18 | 21 | 47 | -26 |

### Play-out
| ??? 2003 | Tribiano | 0 – 1 | Trealbe |  |

| ??? 2003 | Caravaggio | 3 – 1 | Tribiano |  |

| ??? 2003                                     | Trealbe              | 0 – 0 (d.t.s.) | Caravaggio |  |
| \| \| \| \| \| \| Tiri di rigore 4 – 5 \| \| |                      |                |            |  |
|                                              |                      |                |            |  |
|                                              | Tiri di rigore 4 – 5 |                |            |  |

## Girone C

### Squadre partecipanti
| Club                    | Città                      | Stadio | Stagione 2001-2002 |
| ----------------------- | -------------------------- | ------ | ------------------ |
| A.S. Nuova Albano       | Albano Sant'Alessandro     |        |                    |
| A.C. Carpenedolo        | Carpenedolo                |        |                    |
| U.S. Darfo Boario       | Darfo Boario Terme         |        |                    |
| A.C. Castellana         | Castel Goffredo            |        |                    |
| A.C. Salò Valsabbia     | Salò                       |        |                    |
| A.C. Adro               | Adro                       |        |                    |
| Suzzara Calcio 2000     | Suzzara                    |        |                    |
| U.S. Bagnolese          | Bagnolo Mella              |        |                    |
| F.C. Castiglione        | Castiglione delle Stiviere |        |                    |
| A.C. Chiari             | Chiari                     |        |                    |
| U.S. Orsa Corte Franca  | Corte Franca               |        |                    |
| Pol. Ciliverghe Mazzano | Mazzano                    |        |                    |
| G.S. Grumellese Calcio  | Grumello del Monte         |        |                    |
| F.C. Rovato             | Rovato                     |        |                    |
| U.S. Soresinese Calcio  | Soresina                   |        |                    |
| A.C. Feralpi Lonato     | Lonato del Garda           |        |                    |

### Classifica finale
|  | Pos. | Squadra            | Pt | G  | V  | N  | P  | GF | GS | DR  |
|  | ---- | ------------------ | -- | -- | -- | -- | -- | -- | -- | --- |
|  | 1.   | Nuova Albano       | 61 | 30 | 18 | 7  | 5  | 53 | 26 | +27 |
|  | 2.   | Carpenedolo        | 60 | 30 | 18 | 6  | 6  | 53 | 22 | +31 |
|  | 3.   | Darfo Boario       | 54 | 30 | 15 | 9  | 6  | 52 | 31 | +21 |
|  | 4.   | Castellana         | 50 | 30 | 13 | 11 | 6  | 49 | 32 | +17 |
|  | 5.   | Salò Valsabbia     | 44 | 30 | 11 | 11 | 8  | 48 | 39 | +9  |
|  | 6.   | Adro               | 44 | 30 | 11 | 11 | 8  | 28 | 26 | +2  |
|  | 7.   | Suzzara            | 41 | 30 | 11 | 8  | 11 | 36 | 40 | -4  |
|  | 8.   | Bagnolese          | 38 | 30 | 9  | 11 | 10 | 37 | 46 | -9  |
|  | 9.   | Castiglione        | 37 | 30 | 9  | 10 | 11 | 26 | 31 | -5  |
|  | 10.  | Chiari             | 37 | 30 | 9  | 10 | 11 | 32 | 48 | -16 |
|  | 11.  | Orsa Corte Franca  | 32 | 30 | 6  | 10 | 14 | 37 | 37 | 0   |
|  | 12.  | Ciliverghe Mazzano | 32 | 30 | 7  | 11 | 12 | 30 | 40 | -10 |
|  | 13.  | Grumellese         | 31 | 30 | 6  | 13 | 11 | 33 | 41 | -8  |
|  | 14.  | Rovato             | 28 | 30 | 7  | 7  | 16 | 28 | 47 | -19 |
|  | 15.  | Soresinese         | 26 | 30 | 6  | 8  | 16 | 25 | 43 | -18 |
|  | 16.  | Feralpi Lonato     | 25 | 30 | 4  | 13 | 13 | 18 | 35 | -17 |

### Play-out
| ??? 2003 | Rovato | 1 – 3 | Soresinese |  |

| ??? 2003 | Grumellese | 2 – 1 | Rovato |  |

| ??? 2003 | Soresinese | 0 – 4 | Grumellese |  |